# Ulf Domgörgen
Ulf Domgörgen (* 12. April 1956 in Bonn) ist ein deutscher Jurist. Er war von 2004 bis 2022 Richter am Bundesverwaltungsgericht, seit Juli 2012 Vorsitzender Richter.

## Leben und Wirken
Domgörgen war nach Abschluss seiner juristischen Ausbildung zunächst von 1984 bis 1986 als wissenschaftlicher Mitarbeiter beim Oberverwaltungsgericht für das Land Nordrhein-Westfalen tätig. 1986 trat er in den Justizdienst des Landes Nordrhein-Westfalen ein und kam beim Verwaltungsgericht Köln zum Einsatz. Dort wurde er 1987 zum Richter am Verwaltungsgericht ernannt. Von 1992 bis 1993 war Domgörgen an das Oberverwaltungsgericht Münster und anschließend von 1993 bis 1998 als wissenschaftlicher Mitarbeiter an das Bundesverfassungsgericht abgeordnet. Während dieser Zeit erfolgte 1994 seine Ernennung zum Richter am Oberverwaltungsgericht. 1999 wurde Domgörgen an das Bundespräsidialamt abgeordnet, 2003 erfolgte seine Versetzung unter gleichzeitiger Ernennung zum Ministerialrat.
Im September 2004 wurde er zum Richter am Bundesverwaltungsgericht ernannt. Das Präsidium des Bundesverwaltungsgerichts wies Domgörgen zunächst dem 9. und dem 10. Revisionssenat zu, die für Teile des Fachplanungsrechts, das Abgabenrecht und das Flurbereinigungsrecht zuständig sind. Vom 10. Juli 2012 bis zum Eintritt in seinen Ruhestand am 28. Februar 2022 war Domgörgen Vorsitzender des u. a. für das Recht des öffentlichen Dienstes zuständigen 2. Revisionssenats sowie des Disziplinarsenats.